# Dai Sentai Goggle Five
Dai Sentai Goggle Five (jap. 大戦隊ゴーグルファイブ Dai Sentai Gōguru Faibu) – japoński serial z gatunku tokusatsu z roku 1982. Jest szóstym serialem z sagi Super Sentai stworzonym przez Toei Company. Emitowany na kanale TV Asahi od 6 lutego 1982 roku do 21 stycznia 1983. Serial liczył 50 odcinków, wyprodukowano także jeden film.

## Fabuła
Złe Imperium Deathdark planuje podbić świat. Podczas jednego z ich ataków w Niemczech, naukowiec Hideki Hongo zostaje uratowany przez alpinistę Ken'ichiego Akamę. Naukowiec postanawia stworzyć grupę 5 wojowników przeciwko Deathdark, do której dołącza także Akama. Celem Goggle Five jest pokonanie Deathdark.

## Bohaterowie
- Ken'ichi Akama (jap. 赤間 健一 Akama Ken'ichi) / Goggle Czerwony (jap. ゴーグルレッド Gōguru Reddo; Goggle Red) – odważny lider grupy, 22-letni światowej klasy badacz i wspinacz górski. Poprzez uratowanie Dr. Hongo od Madaramen, zdał sobie sprawę, w jakim niebezpieczeństwie jest świat. Jego klejnotem jest rubin symbolizujący Atlantydę.
  - Broń: Red Ruby Whip (jap. レッドルビームチ Reddo Rubī Muchi), Red Rope (jap. レッドロープ Reddo Rōpu).
  - Ataki: Red Punch (jap. レッドパンチ Reddo Panchi), Red Kick (jap. レッドキック Reddo Kikku), Red Ruby Beam (jap. レッドルビー光線 Reddo Rubī Kōsen), Red Windmill (jap. レッド風車 Reddo Fūsha).

- Kanpei Kuroda (jap. 黒田 官平 Kuroda Kanpei) / Goggle Czarny (jap. ゴーグルブラック Gōguru Burakku; Goggle Black) – 26-letni przewodniczący klubu shogi na Uniwersytecie Tōto. Jest zastępcą dowódcy i specjalizuje się w strategii. Kuroda potrafi się postawić Akamie do tego stopnia, że pozbawił go przytomności gdy ten chciał walczyć będąc poważnie rannym. Pracuje jako woźny w Kōrakuen Stadium (zastąpionym przez Tokyo Dome po zakończeniu serii). Jego klejnotem jest szmaragd symbolizujący Azję, a konkretnie Angkor Wat.
  - Broń: Black Clubs (jap. ブラッククラブ Burakku Kurabu), Black Emerald Nunchaku (jap. ブラックエメラルドヌンチャク Burakku Emerarudo Nunchaku), Iron Arm (jap. アイアンアーム Aian Āmu).
  - Ataki: Black Shadow (jap. ブラックシャドー Burakku Shadō), Black Windmill Whirlwind (jap. ブラック風車旋風 Burakku Fūsha Senpū), Energy Dispatch Machine (jap. エネルギー発信機 Enerugī Hasshin Ki), Black Dark Run (jap. ブラック闇走り Burakku Yami Hashiri), Black Chess Art (jap. ブラック将棋拳法 Burakku Shōgi Kenpō), Screw Kick (jap. スクリューキック Skuryū Kikku), Black Windmill Kick (jap. ブラック風車蹴り Burakku Fūsha Keri), Black Delivery (jap. ブラック分身 Burakku Bunshin), Black Junior (jap. ブラックジュニア Burakku Junia).

- Saburō Aoyama (jap. 青山 三郎 Aoyama Saburō) / Goggle Niebieski (jap. ゴーグルブルー Gōguru Burū; Goggle Blue) – 20-letni hokeista i potencjalny wynalazca. Zaprzyjaźnia się z Kijimą. Jest też dobry w opiekowaniu się dziećmi. Jego klejnotem jest szafir symbolizujący Egipt.
  - Broń: Blue Ring (jap. ブルーリング Burū Ringu), Blue Sapphire Jet Ring (jap. ブルーサファイヤジェットリング Burū Safaiya Jetto Ringu).
  - Ataki: Portable Rocket (jap. 携帯ロケット Keitai Roketto), Blue Jet Dash (jap. ブルージェットダッシュ Burū Jetto Dasshu), Blue Jet Kick (jap. ブルージェットキック Burū Jetto Kikku), Blue Windmill Whirlwind (jap. ブルー風車旋風 Burū Fūsha Senpū), Spin Kick (jap. スピンキック Supin Kikku), Kangaroo Kick (jap. カンガルーキック Kangarū Kikku), Flamingo Kick (jap. フラミンゴキック Furamingo Kikku).

- Futoshi Kijima (jap. 黄島 太 Kijima Futoshi) / Goggle Żółty (jap. ゴーグルイエロー Gōguru Ierō; Goggle Yellow) – 27-letni pracownik ogrodu zoologicznego, jest najstarszy z grupy. Jego klejnotem jest opal symbolizujący Mu (Lemuria)
  - Broń: Yellow Ball (jap. イエローボール Ierō Bōru), Yellow Opal Megaton Ball (jap. イエローオパールメガトンボール Ierō Opāru Megaton Bōru), Yellow Hammer (jap. イエローハンマー Ierō Hanmā).
  - Ataki: Yellow Holedigging (jap. イエロー穴掘り Ierō Anahori), Yellow Attack (jap. イエローアタック Ierō Atakku), Yellow Tackle (jap. イエロータックル Ierō Takkuru), Yellow Double Throw (jap. イエロー二段投げ Ierō Nidan Nage), Yellow Windmill Throw (jap. イエロー風車投げ Ierō Fūsha Nage).

- Miki Momozono (jap. 桃園 ミキ Momozono Miki) / Goggle Różowy (jap. ゴーグルピンク Gōguru Pinku; Goggle Pink) – 16-letnia gimnastyczka, która pracuje jako komentator w Kourakuen Stadium. Momozono jest najmłodsza z grupy, ale jest bardzo dojrzała jak na swój wiek. Jej klejnotem jest diament symbolizujący Majów i Inków.
  - Broń: Pink Ribbon (jap. ピンクリボン Pinku Ribon), Pink Dia Baton (jap. ピンクダイヤバトン Pinku Daiya Baton), Pink Mirror (jap. ピンクミラー Pinku Mirā). Broń specjalna: zdolność do transformacji w wiele różnych przebrań i tożsamości (podobnie jak Cutie Honey).
  - Ataki: Pink Ribbon Bind (jap. ピンクリボン締め Pinku Ribon Shime), Pink Whirlwind (jap. ピンク旋風 Pinku Senpū), Pink Heart Hypnosis (jap. ピンクハート催眠 Pinku Hāto Saimin).

### Mecha
- Goggle Robot (ゴーグルロボ Gōguru Robo) – robot bojowy Goggle Five, pilotowany jedynie przez członków drużyny w kolorach podstawowych. Robot jest uzbrojony w wyrzutnię rakiet, obcęgi na łańcuchu, tarczę oraz Miecz Ziemi (地球剣 Chikyūken), którym dokonuje ostatecznego ataku.
  - Goggle Samolot (ゴーグルジェット Gōguru Jetto, Goggle Jet) – samolot bojowy, maszyna Goggle Czerwonego, przechowywana w kontenerze nr 1. Formuje głowę, przód torsu i uda Goggle Robota.
  - Goggle Czołg (ゴーグルタンク Gōguru Tanku, Goggle Tank) – czołg, maszyna Goggle Niebieskiego, przechowywana w kontenerze nr 2.  Formuje plecy i ręce Goggle Robota.
  - Goggle Wywrotka (ゴーグルダンプ Gōguru Danpu, Goggle Dump) – maszyna podobna do ciężarówki pilotowana przez Goggle Żółtego, przechowywana w kontenerze nr 3. Formuje nogi Goggle Robota.
- Goggle Cesarz (ゴーグルシーザー Gōguru Shīzā, Goggle Caesar) – latająca forteca, która transportuje części Goggle Robota. Pilotowana jest przez wszystkich członków drużyny, jednak gdy robot jest w boju Goggle Cesarza pilotują Goggle Różowy i Czarny.

## Obsada
- Ryōji Akagi – Ken'ichi Akama / Goggle Czerwony
- Jun'ichi Haruta – Kanpei Kuroda / Goggle Czarny
- Shigeki Ishii – Saburō Aoyama / Goggle Niebieski
- Sanpei Godai – Futoshi Kijima / Goggle Żółty
- Megumi Ōgawa – Miki Momozono / Goggle Różowa
- Noboru Nakaya – Doktor Hongo
- Kumiko Shinho – Beth
- Mariko Oki – Bella
- Tatsuya Ueda – Red
- Makoto Takenaka – Black
- Haruo Shimada – Blue
- Daisuke Ōyama – Yellow
- Akane Aizawa – Pink
- Eisuke Yoda – Führer Taboo (głos)
- Takahashi Toshimichi – Generał Desgiller
- Yōsuke Nakai – Generał Desmark
- Kumiko Nishiguchi – Dr. Zazoriya
- Eiichi Kikuchi – Dr. Iguana
- Shinji Nakae – Goggle Robot (głos)

### Aktorzy kostiumowi
- Kazuo Niibori – Goggle Czerwony
- Jun'ichi Haruta – Goggle Czarny
- Tsutomu Kitagawa – Goggle Czarny
- Takanori Shibahara – Goggle Niebieski
- Kuniyasu Itō – Goggle Żółty
- Michihiro Takeda – Goggle Różowa
- Shinobu Shimura – Goggle Różowa
- Hideaki Kusaka – Goggle Robot

Źródło: 

## Muzyka
Opening
- "Dai Sentai Goggle Five" (jap. 大戦隊ゴーグルV Dai Sentai Gōguru Faibu)

Słowa: Kazuo Koike
Kompozycja i aranżacja: Michiaki Watanabe
Wykonanie: MoJo, Koorogi '73, The Chirps
Ending
- "Stop the Battle" (jap. ストップ・ザ・バトル Sutoppu Za Batoru)

Słowa: Kazuo Koike
Kompozycja i aranżacja: Michiaki Watanabe
Wykonanie: MoJo